# Resolució 1085 del Consell de Seguretat de les Nacions Unides
La Resolució 1085 del Consell de Seguretat de les Nacions Unides fou adoptada per unanimitat el 29 de novembre de 1996. Després de recordar la Resolució 1063 (1996), el Consell va decidir ampliar el mandat de la Missió de Suport de les Nacions Unides a Haití (UNSMIH) per un període provisional fins al 5 de desembre de 1996. Posteriorment seria discutit a la Resolució 1086 (1996).